# 북구 (부산 선거구)
북구는 대한민국의 옛 국회의원 선거구이다. 당시 부산직할시 북구 지역을 관할했다.

## 역사
제11대 국회의원 선거를 앞두고 부산진구·북구 선거구에서 북구 지역이 분리되면서 신설되었다.
제13대 국회의원 선거를 앞두고 북구 갑, 북구 을 선거구로 분할되면서 폐지되었다.

## 역대 국회의원
| 선거   | 정당 | 정당       | 1위 의원 | 정당 | 정당       | 2위 의원 |
| ------ | ---- | ---------- | -------- | ---- | ---------- | -------- |
| 1981년 |      | 민주정의당 | 장성만   |      | 민주한국당 | 신상우   |
| 1985년 |      | 민주정의당 | 장성만   |      | 신한민주당 | 문정수   |

## 역대 선거 결과

### 대한민국 제11대 국회의원 선거
| 대한민국 제11대 국회의원 선거부산직할시 북구 |        |            |        |        |      |      |  |
|                                              |        |            |        |        |      |      |  |
| 후보                                         | 후보   | 정당       | 득표   | 득표율 | 당락 | 비고 |  |
|                                              | 장성만 | 민주정의당 | 무투표 | 무투표 | 당선 |      |  |
|                                              | 신상우 | 민주한국당 | 무투표 | 무투표 | 당선 |      |  |
| 합계                                         | 합계   | 합계       | 0표    |        |      |      |  |

### 대한민국 제12대 국회의원 선거
|  | 30.06% |

|  | 28.65% |

|  | 23.86% |

|  | 17.41% |